# Distancia mínima de intersección orbital

Órbita del asteroide (4953) 1990 MU en relación con la de la Tierra. Su DMIO de 0,0276 UA lo clasifica como un objeto potencialmente peligroso.

La distancia mínima de intersección orbital o MOID (siglas en inglés de Minimum orbit intersection distance) es una medida usada en astronomía para evaluar el riesgo de colisión entre objetos astronómicos. Está definida como la distancia entre los puntos más próximos de las órbitas osculatrices de dos cuerpos. De gran interés es el riesgo de colisión con la Tierra; la MOID entre un objeto y la Tierra se llama Earth MOID. Esta distancia se incluye con frecuencia en las bases de datos de cometas y asteroides como la JPL Small-Body Database del Laboratorio de Propulsión a Chorro. La DMIO también se puede definir respecto a otros cuerpos; por ejemplo, Júpiter o Venus.